# Luis Alberto Salgado López
Luis Alberto Salgado López (1981), jugador hondureño de voleibol.

## Biografía
Nacido en la ciudad de Danlí, departamento de El Paraíso, Honduras el 19 de enero de 1981.  
- Su estatura es de: 1.98 m.
- Su peso es de: 104 kg.

Salgado es un jugador que juega en la posición de opuesto.
En la última década, Salgado ha sido uno de los mejores voleibolistas en Centroamérica y fue el primer jugador de origen centroamericano en consolidar una carrera profesional en este deporte. 

## Primeros años
Durante su infancia y adolescencia jugó en las ligas menores de su país en distintos deportes tales como béisbol (Los bravos), atletismo, baloncesto (Maratón de Tegucigalpa), entre otros.

## Selección nacional
Comenzó a jugar voleibol a la edad de 17 años. En 1998 fue convocado a la preselección nacional juvenil de voleibol dirigida por Rony Martínez, Reinaldo Romero Herrera y Víctor Rodas.
Gracias a su habilidad y ganas de avanzar en este deporte, rápidamente ascendió a la selección mayor de Voleibol de Honduras en la cual permaneció once años (1998-2009). Durante este tiempo obtuvo diferentes reconocimientos a nivel nacional y regional.

## Carrera profesional
Por varios años Salgado intentó conseguir, de forma personal, una oportunidad para jugar en ligas extranjeras, pero siempre fue rechazado debido a su nacionalidad. “En Honduras no existe historia de voleibol” fue el comentario de varios entrenadores.
En 2004 finalmente llegó su oportunidad, de la mano del profesor y entrenador de selecciones españolas (Juegos Olímpicos Barcelona 92), José Antonio Santos, quien en ese momento dirigía el Club Deportivo de la Universidad de Granada de la Súper Liga Española de Voleibol.
Desde ese año y hasta la fecha, Salgado ha continuado jugando en diversos equipos en países como España, Suiza y Finlandia. 
En la actualidad milita en el Sampo de Pielavesi de la Súper Liga Finlandesa de Voleibol.

## Equipos
2009-2011 - CLUB SAMPO DE PIELAVESI Finlandia 
- Subcampeones de Copa 2010-2011

- MVP mes de noviembre
- Subcampeones de Liga 2009-2010

- MVP mes de abril
- Tercer máximo anotador de la liga
- Segundo máximo bloquedor de la liga
2008-2009 - CLUB VOLLEYBALL MÜNSINGEN- Suiza  
- Tercer Lugar de la Liga 2009

2007-2008 - CV PUERTO REAL- España, Superliga-2
- Tercer Lugar 2008

2004-2007 - CDU GRANADA - España, Superliga-1
Juegos Universitarios de España 
- 2006 - Medalla de Oro
- 2004 - Medalla de Oro

## Reconocimientos en Selección
- Juegos Deportivos del Alba, Cuba (2009)

Segundo mejor atacador del torneo
- Campeonato Centroamericano (2004)

Mejor Atacador
- Campeonato Centroamericano (2003)

Mejor Atacador
- Campeonato Centroamericano Mayor(2000)

Mejor Bloqueador